# Pesek
Pesek je sipek material, ki ga sestavljajo nesprijeti delci kamnin. Nastane pri preperevanju kamnin. Posameznim delcem pravimo zrna, njihov premer je pri pesku od 0,063 do 2 mm. Največkrat so iz silicijevega oksida (kamena strela). Bolj drobnemu, finemu pesku pravimo mivka.
Materialu, ki ga sestavljajo manjši delci od tega, pravimo mulj, za kategorijo večji delci pa sestavljajo prod ali gramoz.